# Meet the Press

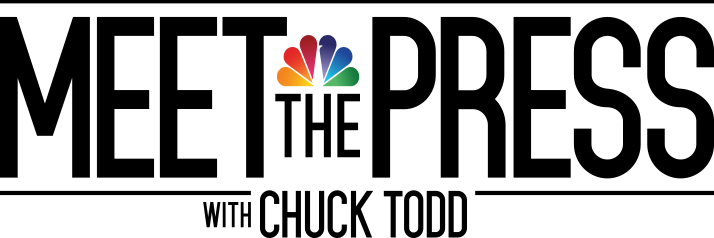
Logo

Meet the Press je americký televizní pořad vysílaný stanici NBC. První díl byl vysílán již 6. listopadu 1947 a jde tak o nejdéle nepřetržitě vysílaný pořad v americké televizi. Kořeny měl v rozhlase, kde vznikl roku 1945 na stanici MBC pod názvem American Mercury Presents: Meet the Press. Pořad tvoří především rozhovory s vládními představiteli a většinou je natáčen v kanceláři NBC ve Washingtonu (NBC jinak sídlí v New Yorku). Původně měl půhodinovou stopáž, od roku 1992 trvá hodinu. Pořad měl ve své dlouhé historii dvanáct různých moderátorů, prvním byla Martha Rountreeová, od roku 2014 je to Chuck Todd. Ke známým moderátorům minulosti patřili Tim Russert nebo Tom Brokaw. Znělku vytvořil známý autor filmové hudby John Williams.